# 梅村翠山
梅村 翠山（うめむら すいざん、天保10年11月21日（1839年12月26日） - 明治39年（1906年）6月18日）は、幕末から明治時代の銅版画家、石版画家。

## 来歴
上総国九十九里の生まれ。姓は小川、後に梅村を称す。名は亥之吉。翠山、夷白堂、慶岸堂、不識庵と号す。始め江戸において木村嘉平に木版を学び、京都に出て松本保居に銅版画を学んだ。文久初年に初めて木口木版を作った。明治4年（1871年）に神田に夷白堂を開き、紙幣寮の銅版官札の製版に努めている。夷白堂は後に慶岸堂と改名、その後、明治7年（1874年）、アメリカから石版工のアメリカ人ポラード及びボヘミア人スモリックを招聘して京橋区銀座4丁目14番地に銅版石版を扱う彫刻会社を起業した。明治12年（1879年）、この彫刻会社は竹中国勝の国文社に合併される。晩年には廃業して宗教家となった。享年68。